# Trạng thái biến đổi của ý thức
Trạng thái biến đổi của ý thức (tiếng Anh: Altered state of consciousness, ASC), hay trạng thái biến đổi của tâm thức, là bất kỳ tình trạng nào có khác biệt đáng kể so với trạng thái thức giấc bình thường. Đến trước năm 1892, thuật ngữ này được sử dụng trong bối cảnh có liên quan đến thôi miên, mặc dù vẫn còn tranh cãi về việc liệu thôi miên có được xác định là ASC theo định nghĩa hiện đại của nó hay không. Trường hợp sử dụng tiếp theo có thể truy lại được, là của Max Mailhouse từ bài thuyết trình năm 1904 của ông tại hội nghị, tuy nhiên, nó được xác định rõ như vậy vì có liên quan đến bệnh động kinh và vẫn được sử dụng đến nay. Trong giới hàn lâm, thuật ngữ này đã được Arnold M. Ludwig sử dụng sớm nhất vào năm 1966 và được Charles Tart phổ biến việc sử dụng từ năm 1969. Nó mô tả những thay đổi được gây ra trong trạng thái ý thức của một người, hầu như luôn là tạm thời. Một cụm từ đồng nghĩa là "trạng thái biến đổi của nhận thức".